# Спасательный глубоководный аппарат

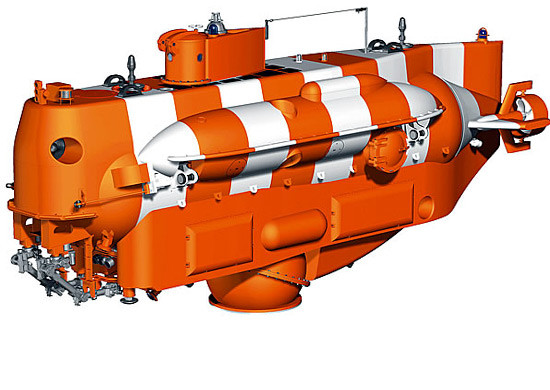
АС-40 «Бестер-1»

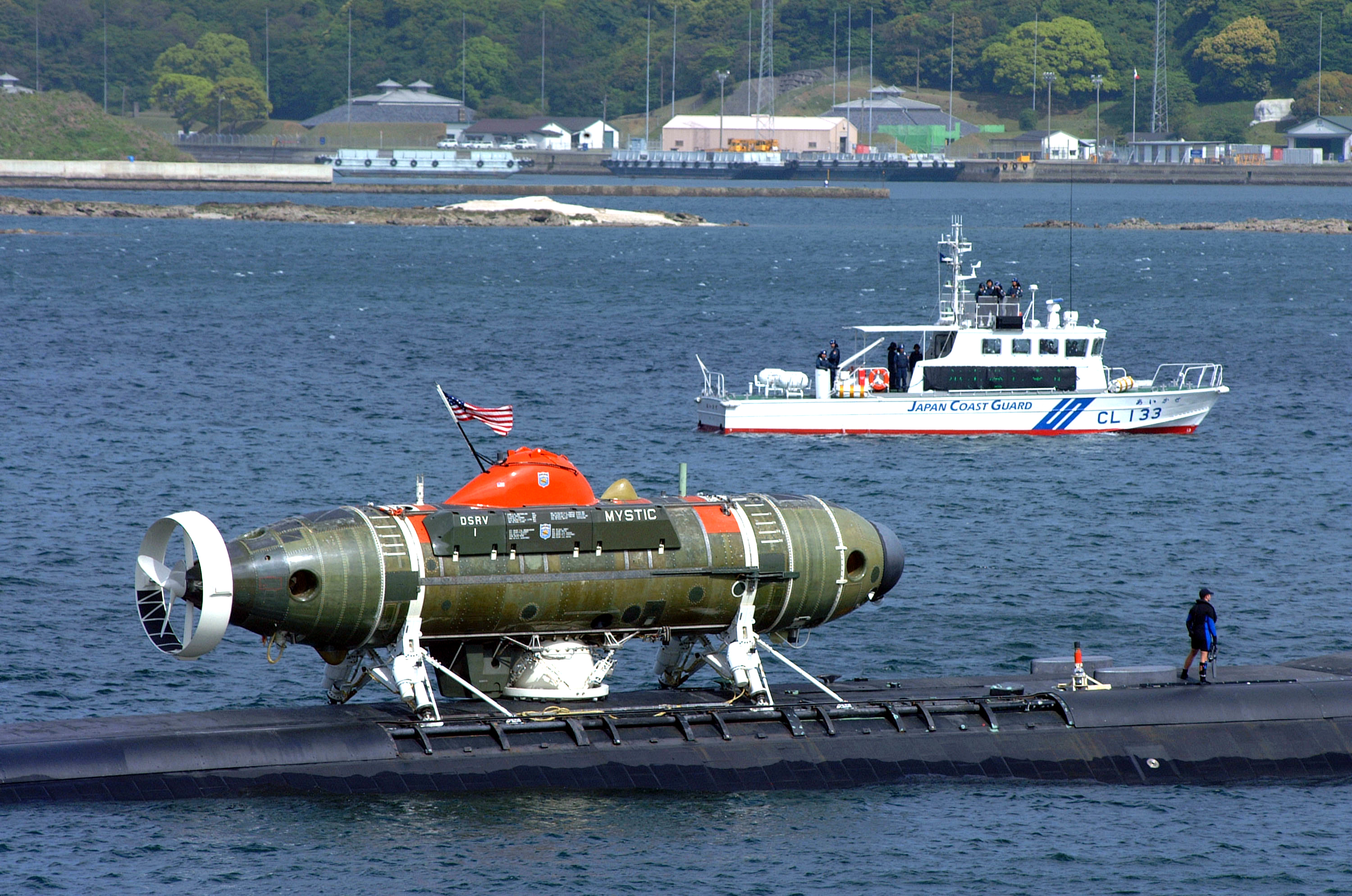
DSRV-1 Mystic размещён на субмарине типа «Лос-Анджелес»

Спасательный глубоководный аппарат, СГА (англ. Deep-submergence rescue vehicle (DSRV)) — тип подводного аппарата военного назначения, использующиеся для спасательных работ на затонувших подводных лодках и для разведывательно-диверсионных операций. Термин DSRV наиболее часто используется ВМС США, другие государства могут использовать другие названия для этого типа подводных аппаратов.

## История развития

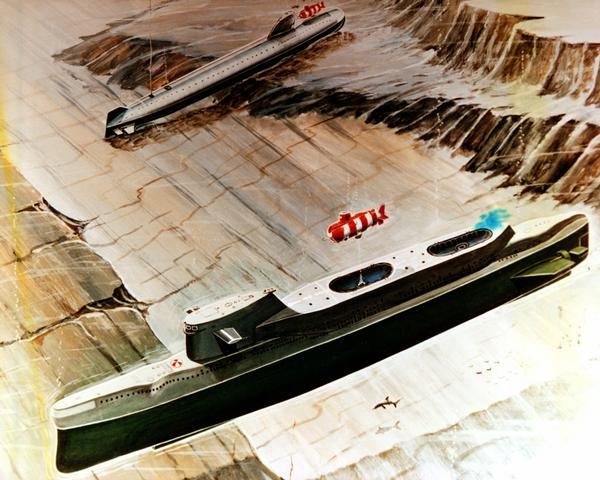
Два аппарата проекта 1837 с подводной лодки типа «Ленок» оказывают помощь АПЛ проекта 627, иллюстрация из журнала Soviet Military Power, 1987 год

Исторически спасение подводников с затонувших подводных лодок производилось либо, в лучшем случае, подъёмом всей подводной лодки (в отдельных случаях оказывалось достаточно носа или кормы над водой), либо свободным одиночным всплытием подводников, выходящих из своего корабля через торпедные аппараты или оборудованные шлюзовыми устройствами люки отсеков-убежищ. Эти способы сносно работали с XIX века (начиная с Брандтаухера) и до конца Второй мировой войны.
В 1950-е годы в СССР интенсивно наращивалось количество дизельных подводных лодок и начиналось проектирование первых атомных подводных лодок. В это же время и началось проектирование специальных средств спасения подводников так называемым «сухим способом», в противоположность традиционному «мокрому». В соответствии с постановлением Совета Министров СССР № 0962-432 от 1957 года на заводе «Красное Сормово» в 1959—1961 годах в спасательные лодки были переоборудованы две средние дизель-электрические подводные лодки проекта 613: С-43 модернизировалась по проекту 613С для испытания многоразовой одноместной спасательной камеры, устанавливаемой на самой лодке, а С-63 была перестроена по проекту 666 в лодку-спасатель. Первые три отсека заняла декомпрессионная камера, а доставка на борт экипажа аварийной лодки производилась посредством управляемого подводного снаряда. Система могла работать на глубинах до 100 метрах при любом волнении моря.
В 1960-х годах на базе накопленного опыта были спроектированы спасательные глубоководные аппараты проекта 1837. Они имели глубину погружения до 500 метров, использовались как с кораблей-носителей, так и со специализированных спасательных подводных лодок проекта 940 «Ленок». Всего до 1982 года построено пять аппаратов проекта 1837 и четыре аппарата модернизированного проекта 1837К.
В США проектирование специализированных средств спасения началось только после гибели в 1968 году атомной подводной лодки USS Scorpion (SSN-589). В 1970-х годах были построены два аппарата типа «Мистик»: DSRV-1 Mystic и DSRV-2 Avalon с глубиной погружения до 1500 метров. За годы службы им ни разу не доводилось использоваться по назначению, зато они интенсивно использовались для подготовки подводников и даже снялись в нескольких кинофильмах.
Тогда же, в 1970-х годах, в Китае были разработаны и построены спасательные глубоководные аппараты «Тип 7103». В 1990-х они прошли модернизацию и продолжают находиться в строю. В 2000-х годах к ним добавились аппараты типа LR7.
В 1980-х годах в СССР построена серия спасательных аппаратов проекта 1855 «Приз», имеющих глубину погружения до 1000 метров. В 1990-х годах российский флот получил два аппарата проекта 1827 «Бестер». Они компактнее своих предшественников, что позволяет ценой некоторого ухудшения глубины погружения и вместимости транспортировать их при помощи авиации и использовать с любого судна, имеющего стрелу грузоподъёмностью 50 тонн. Также, «Бестеры» способны автоматически стыковаться с комингс-площадкой аварийной подводной лодки, а конструкция стыковочного устройства позволяет делать при крене до 45°.
В 1995 году ВМС Австралии получили спасательный аппарат «Remora». Метко названный в честь рыбы-прилипалы, он также получил бэкроним — Really Excellent Method of Rescuing Aussies (реально хороший метод спасения австралийцев).
В 2000 году в Великобритании уже находился в строю подводный аппарат LR5. Ему так и не довелось принять участие в спасении «Курска», а в 2009 году LR5 был передан в лизинг ВМС Австралии вместо «Реморы».
В 2005 году НАТО ввели в строй свою систему спасения NSRS, а американцы заменили «Мистики» новой дистанционно управляемой системой SRDRS, построенной по образцу австралийской «Реморы».

## Типы СГА
- Австралия — ASRV Remora, LR5
- Великобритания — LR5
- Италия — SRV-300
- Китай — Тип 7103, LR7
- НАТО — NATO Submarine Rescue System
- Россия — проект 1837, проект 1855 «Приз», проект 1827 «Бестер»
- США — аппараты DSRV-1 Mystic и DSRV-2 Avalon заменены дистанционно управляемыми модулями SRDRS
- Швеция — Ubåts Räddnings Farkost (URS)

## Галерея

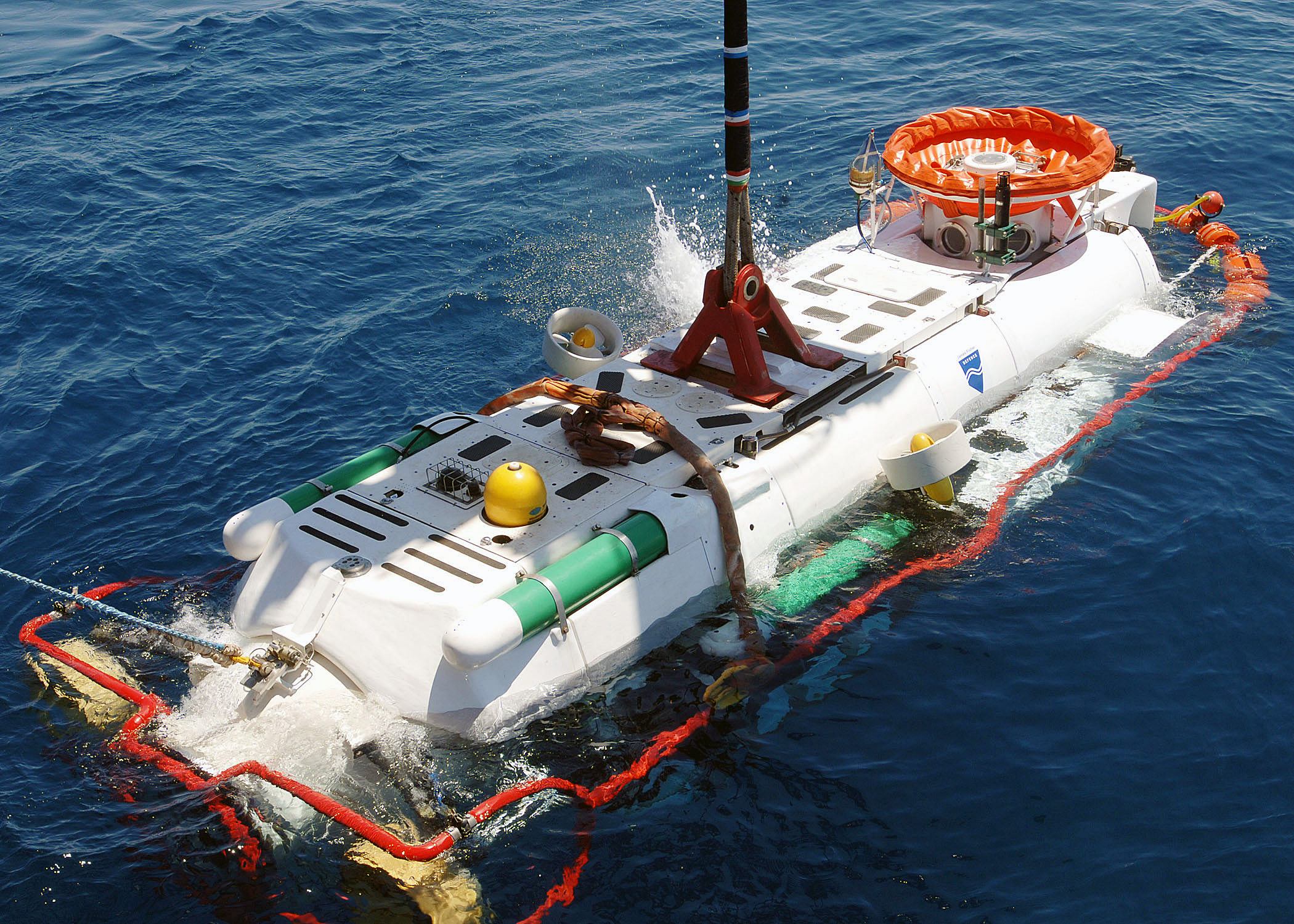
LR5
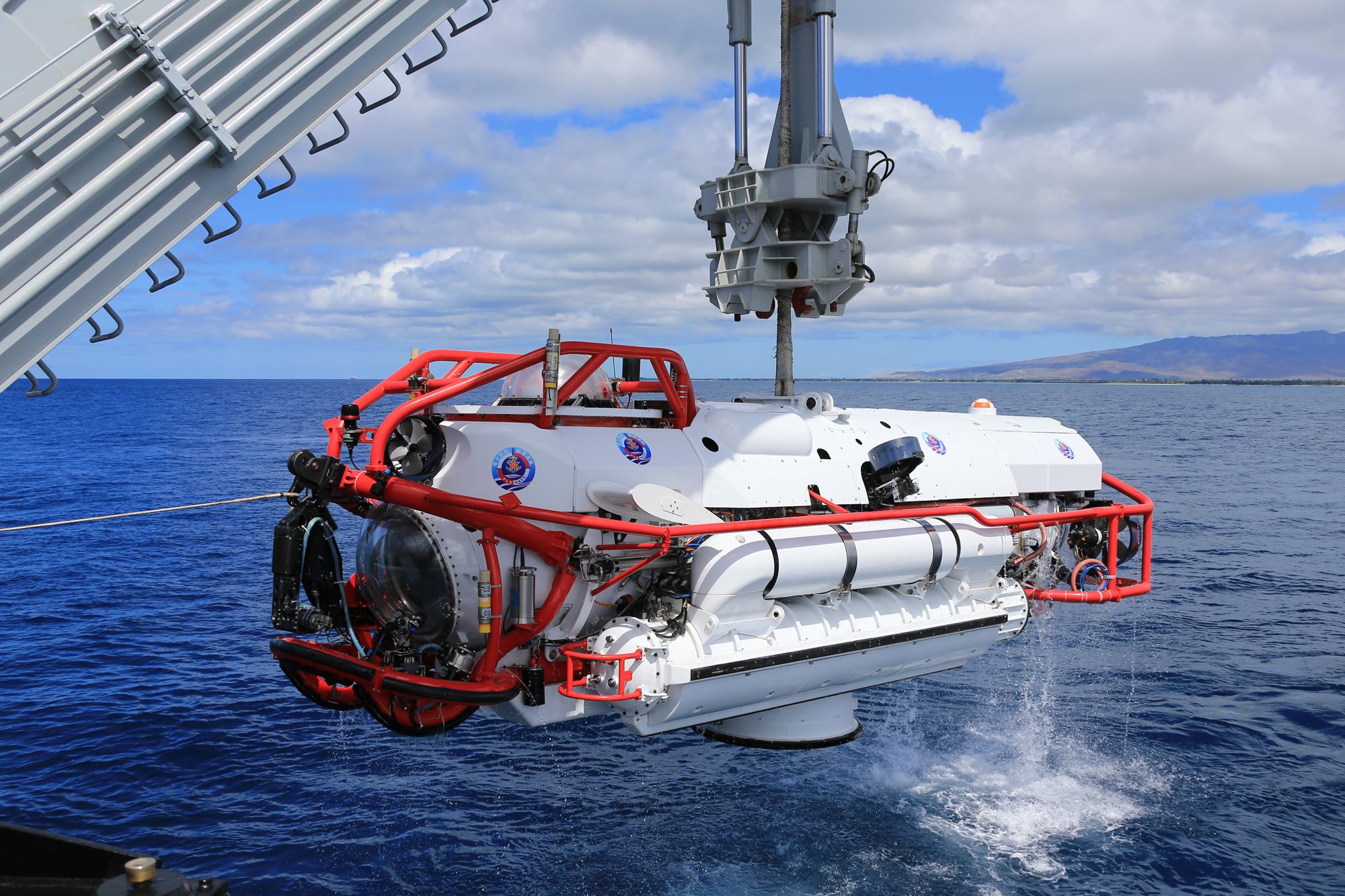
LR7
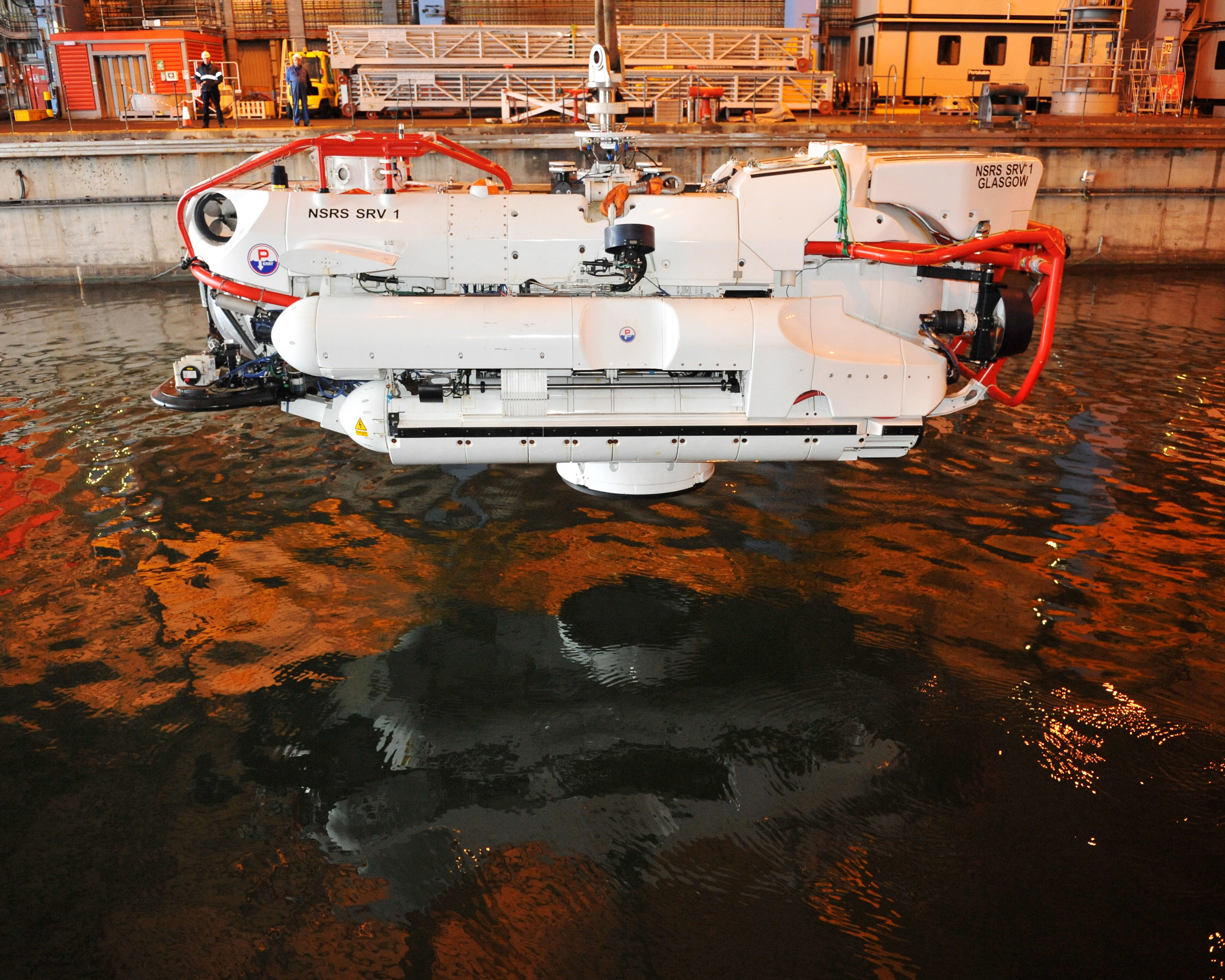
NSRS
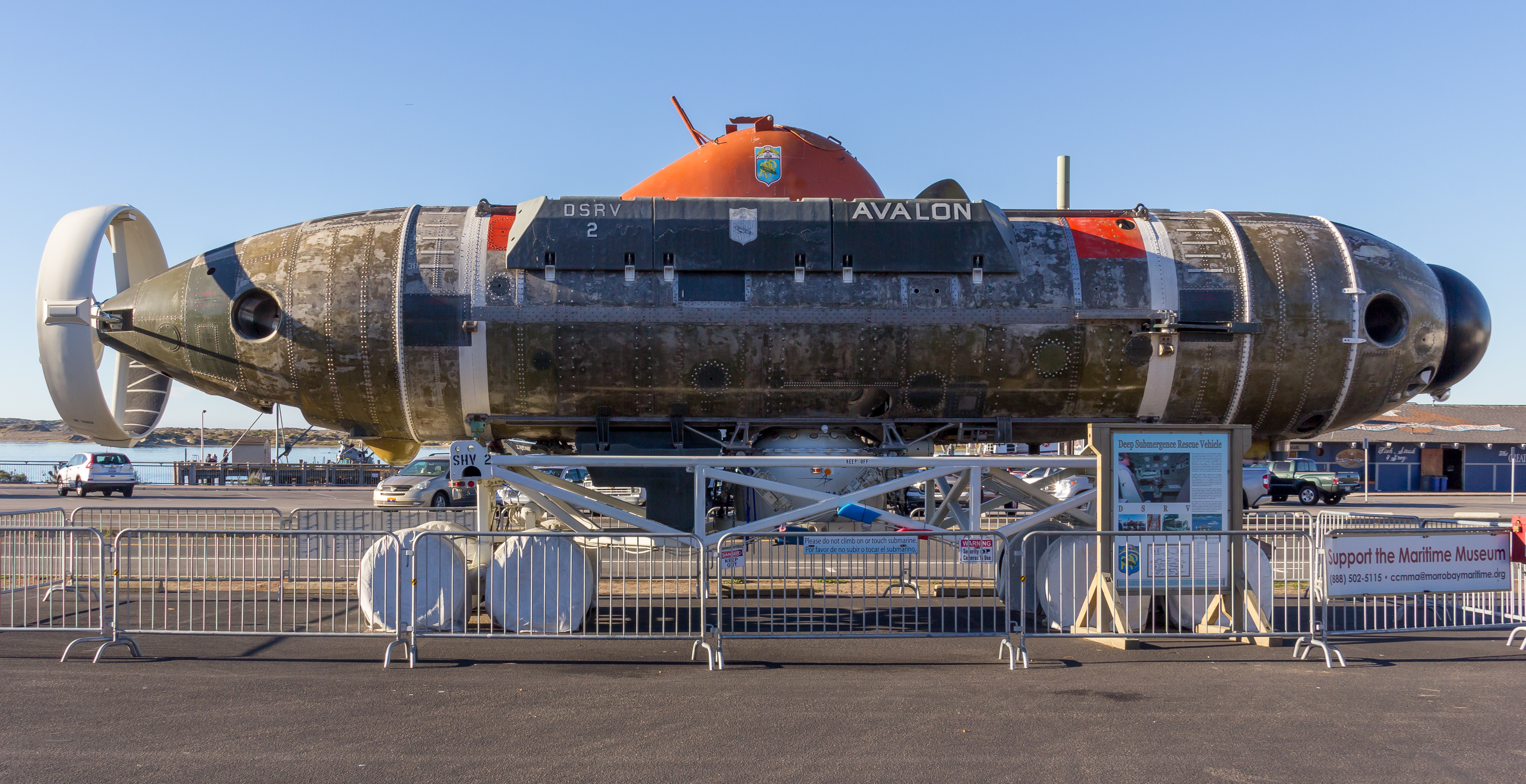
Avalon
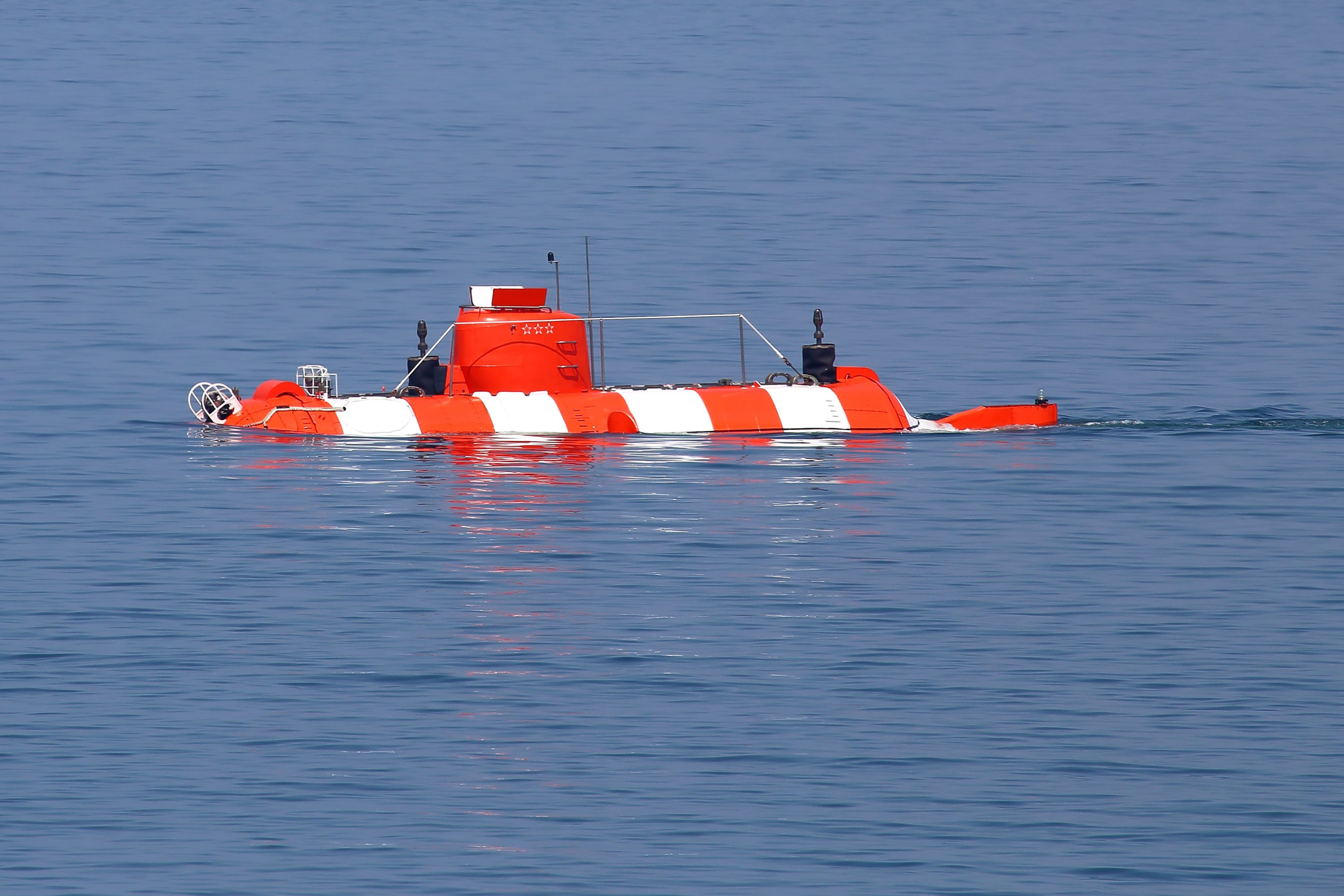
проект 1855.1
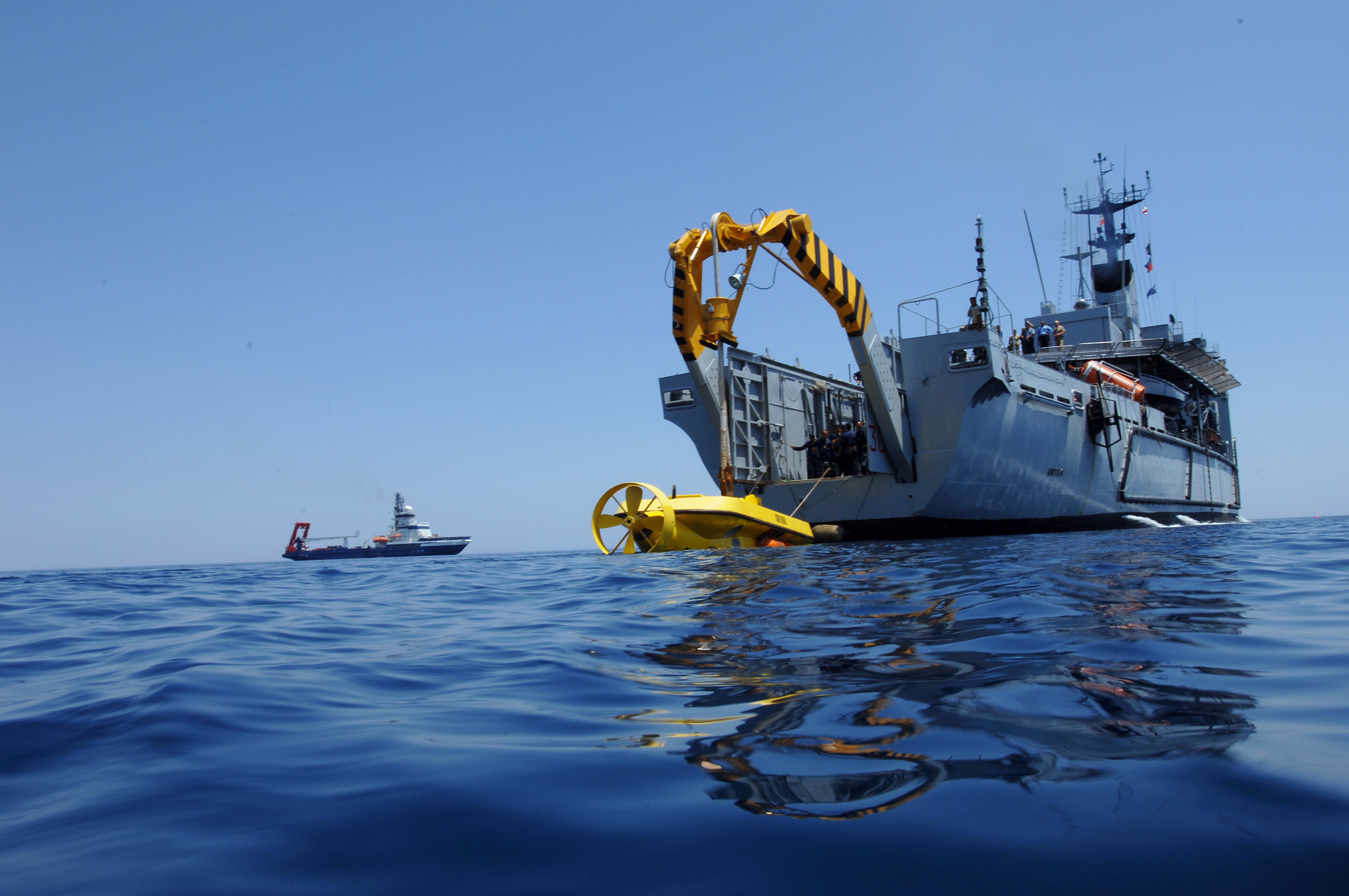
SRV-300
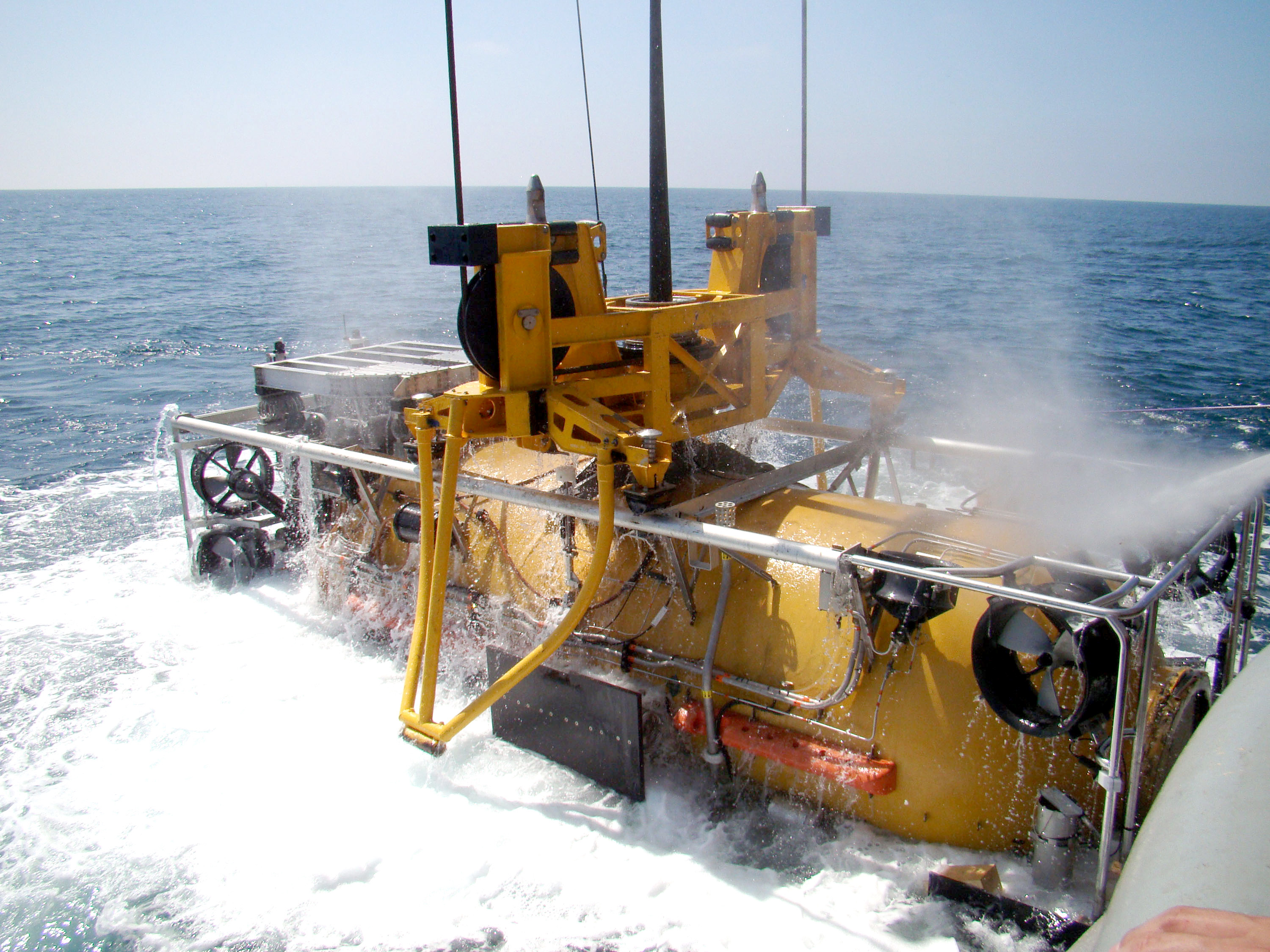
Спасательный модуль системы SRDRS